# Karl Ludwig Frommel
Pour les articles homonymes, voir Frommel.
Karl Ludwig Frommel ou Carl Ludwig Frommel, né le 29 avril 1789 à Birkenfeld et mort le 6 février 1863 à Ispringen, est un dessinateur, peintre, aquafortiste, graveur sur cuivre, graveur sur acier allemand, surtout connu pour ses peintures de paysages.

## Biographie
Carl Ludwig Frommel naît le 29 avril 1789 à Birkenfeld.
Il est le troisième enfant du maître d'œuvre et architecte Wilhelm Frommel (1759-1837) et de Sophia Magdalena Schneider (1766-1804). À partir de 1805, il étudie la peinture et la gravure sur cuivre à Karlsruhe. Ses professeurs sont Philipp Jakob Becker (en) et le graveur sur cuivre de la cour Christian Haldenwang (en). En 1809, il se rend à Paris. L'impératrice Joséphine lui commande alors un cycle de douze aquarelles de paysage grand format.
À partir de 1812, Carl Ludwig Frommel séjourne en Italie. Jusqu'en 1817, il vit à Rome, où il s'installe dans l'environnement des Nazaréens. Il parcourt la Sicile avec les jeunes architectes en herbe Friedrich von Gärtner et Joseph Daniel Ohlmüller. Il accompagne ses amis peintres Ferdinand et Friedrich von Olivier, Johann Christian Rist et Julius Schnorr von Carolsfeld lors d'un voyage dans le  Land de Salzbourg pendant l'été 1817. Carl Ludwig Frommel retourne ensuite à Karlsruhe.
À son retour, il est nommé professeur de peinture et de gravure sur cuivre à Karlsruhe à l'âge de 28 ans. L'Association d'art et d'industrie du Grand-Duché de Bade, fondée en 1818, compte Carl Ludwig Frommel parmi ses membres fondateurs.
Lors d'un voyage d'étude à Londres en 1824, il apprend la nouvelle technique de la gravure sur acier : en 1820, Charles Heath avait publié pour la première fois en Angleterre des gravures sur acier illustratives, qui y étaient déjà très populaires. Après son retour, Carl Ludwig Frommel ouvre avec l'anglais Henry Winkles, qui travaille également pour William Tombleson (également à Londres), un atelier de gravure sur acier à Karlsruhe en 1824, le premier du genre en Allemagne.
Le 19 avril 1826, il épouse (en secondes noces) à Strasbourg Jeanne Henriette Gambs (1801-1865), elle devient mère des fils mentionnés ci-dessous. Son père est le pasteur Christian Carl Gambs.
De 1829 - cette année-là, Johann Poppel (de) apprend de lui l'art de la gravure sur acier - jusqu'à sa retraite en 1858, Carl Ludwig Frommel est également directeur de la Staatliche Kunsthalle Karlsruhe. Sous sa direction, le nouveau bâtiment de la Staatliche Kunsthalle Karlsruhe (planifiée par Heinrich Hübsch (de), achevée en 1847) est construit. Après sa retraite, il se retire à Baden-Baden.

### Fils et proches
Carl Ludwig Frommel a un fils adoptif et trois fils naturels : 
- Karl Lindemann-Frommel (1819–1891): peintre
- Emil Frommel (de) (1828–1896): Pasteur protestant, écrivain et prédicateur à la cour de Guillaume II
  - Otto Frommel (de) (1862–1930): Théologien et prédicateur de l'ambassade à Rome
- Max Frommel (de) (1830–1890): Théologien et pasteur de l'ancienne congrégation luthérienne d'Ispringen
- Otto Frommel (de) (1835–1861): peintre

Les autres proches sont :
- son oncle Eduard Frommel (1761-1824), Oberréviseur à Karlsruhe, père de : 
  - Wilhelm Ludwig Frommel (de) (1795–1869), Pasteur, doyen à Pforzheim, père de:
    - Wilhelm Christoph Frommel (1829–1896), Pasteur, fondateur de la Kapellengemeinde à Heidelberg, père de:
      - Otto Frommel (1871–1951): Poète et théologien ; neveu 3e degré d'Emil Frommel et père de:
        - Wolfgang Frommel (de) (1902–1986): Auteur
        - Gerhard Frommel (1906–1984): Compositeur

## Œuvres

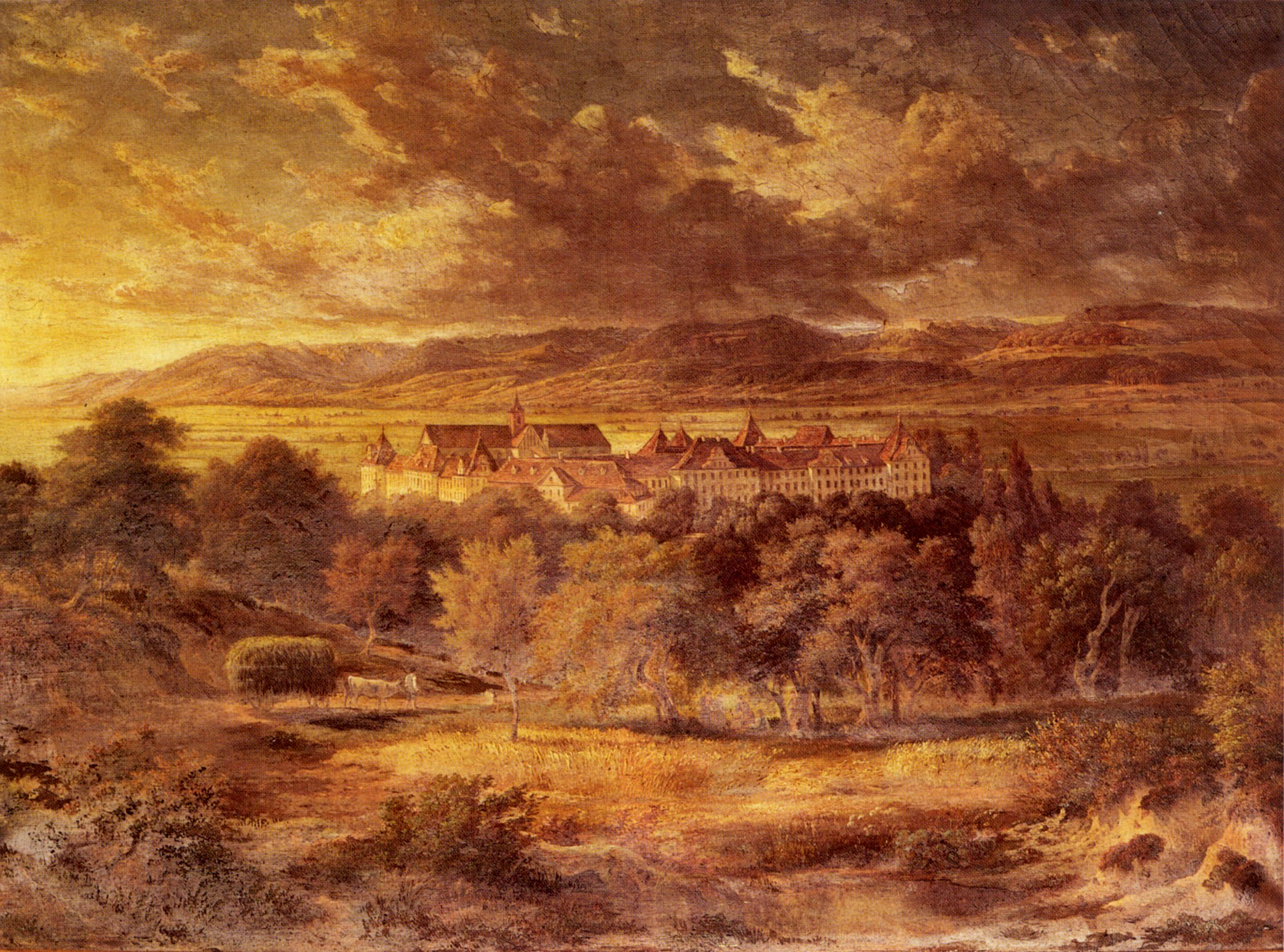
Abbaye de Salem, après 1807.

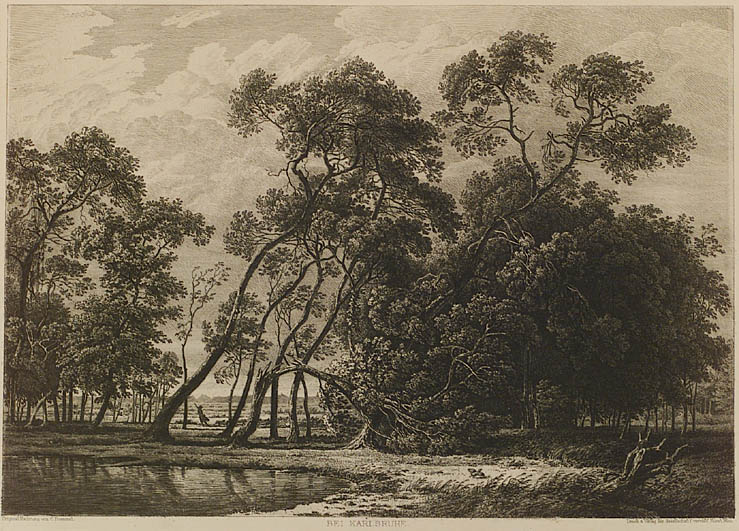
Près de Karlsruhe.

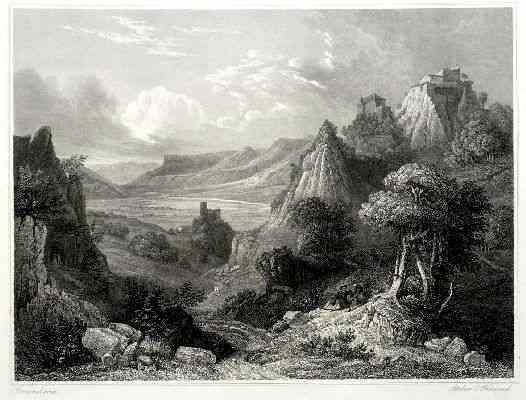
Paysage près de Mérano.

Carl Ludwig Frommel a principalement produit des peintures de paysages.
Une partie importante de son œuvre est constituée de vues de paysages et de monuments de son pays d'adoption, le Pays de Bade, dont beaucoup apparaissent pour la première fois dans des représentations picturales populaires :
- Carlsruhe in malerischen Ansichten / von C. Frommel. Nebst historisch-topographischer Beschreibung von A. Schreiber (de) / Carlsruhe 1827 (Nachdruck 1983:  (ISBN 3-7650-9021-2))
- 50 Bilder zu Vergils Aeneide / Gest. unter d. Leitg v. C Frommel / Aug. Klose (de) und C. Frommel / Carlsruhe 1828
- 30 Bilder zu Horazens Werken / Gest. unter d. Leitg v. C Frommel nach Zeichngn v. Catel, Frommel etc. /  Carlsruhe, Kunstverlag, um 1830
- Das malerische und romantische Rheinland: Stiche zu Karl Simrock (de) gleichnamigen Werk; Von den Originalen Platten gedruckt; mehrteiliges Werk aus 3 Mappen von C. Frommel, T. Verhas (de) und Alt, Leipzig (ohne Jahr), laut DNB[4] um 1840 (Nachdruck 1975:  (ISBN 3-487-08100-8))
- Baden und seine Umgebungen in malerischen Ansichten / von Professor Frommel. Mit einer historisch-topographischen Beschreibung von Hofrath Schreiber; Marx; Karlsruhe, Baden; 1843 (Nachdruck 1979:  (ISBN 3-88379-098-2))

Les vedutes romantiques de Frommel sur la Grèce et l'Italie, qui étaient à l'époque l'incarnation des aspirations bourgeoises, étaient populaires. Le Meyers Konversations-Lexikon de 1888 donne la description suivante de l'œuvre de Frommel : 
« Seine Landschaften sind gefühlvoll aufgefaßt, voll Anmut und zarten Duftes. (...) Seine Stiche zeichnen sich durch charakteristische Auffassung und kräftige und dabei gleichwohl zarte Ausführung aus. Die besten sind: Ariccia bei Rom, Blick von der Villa d’Este aus Tivoli, eine Landschaft mit Ziegen und flötenden Hirten (nach Claude Lorrain), Ansicht des Vesuvs von den Elysäischen Feldern aus, Ansicht des Ätna von Taormina aus, sechs Originalradierungen: Landschaften mit Staffage. »
« Ses paysages sont conçus avec sensibilité, pleins de grâce et de délicatesse. (...) Ses gravures se distinguent par leur conception caractéristique et leur exécution forte mais délicate. Les meilleurs le sont : Ariccia près de Rome, Vue de la Villa d'Este depuis Tivoli, un paysage avec des chèvres et des bergers flottants (d'après Claude Lorrain), Vue du Vésuve depuis les Champs Elysées, Vue de l'Etna depuis Taormine, six gravures originales : Paysages avec staffage. »

## Dans la culture populaire
- Parodié dans un épisode de Animaniacs, où il est mentionné comme « Karl Ludwig Frommage » dans une chanson sur le fromage, avec « Vincent van Gouda » et « John Bocconcini. »